# Atlas-Centaur
L'Atlas-Centaur était un lanceur spatial moyen américain dérivé du missile SM-65 Atlas D. Le véhicule était équipé d'un étage supérieur Centaur, le premier de ce type à utiliser de l'hydrogène liquide, un carburant d'une haute performance. Les lancements ont été effectués depuis le complexe de lancement 36 de la Base de lancement de Cap Canaveral (CCAFS) en Floride. Après un programme d'essais en vol intense, Atlas-Centaur a lancé plusieurs missions de vols spatiaux importants pour les États-Unis, notamment Surveyor 1, Mariner 4 et Pioneer 10/11 . Le véhicule sera continuellement développé et amélioré dans les années 1990, le dernier descendant direct étant l'Atlas II, qui connaît un grand succès.

## Développement
Convair, le fabricant de l'Atlas, a développé l'étage supérieur Centaur spécifiquement pour ce booster, partageant sa structure de réservoir à pression stabilisée.

### Technique

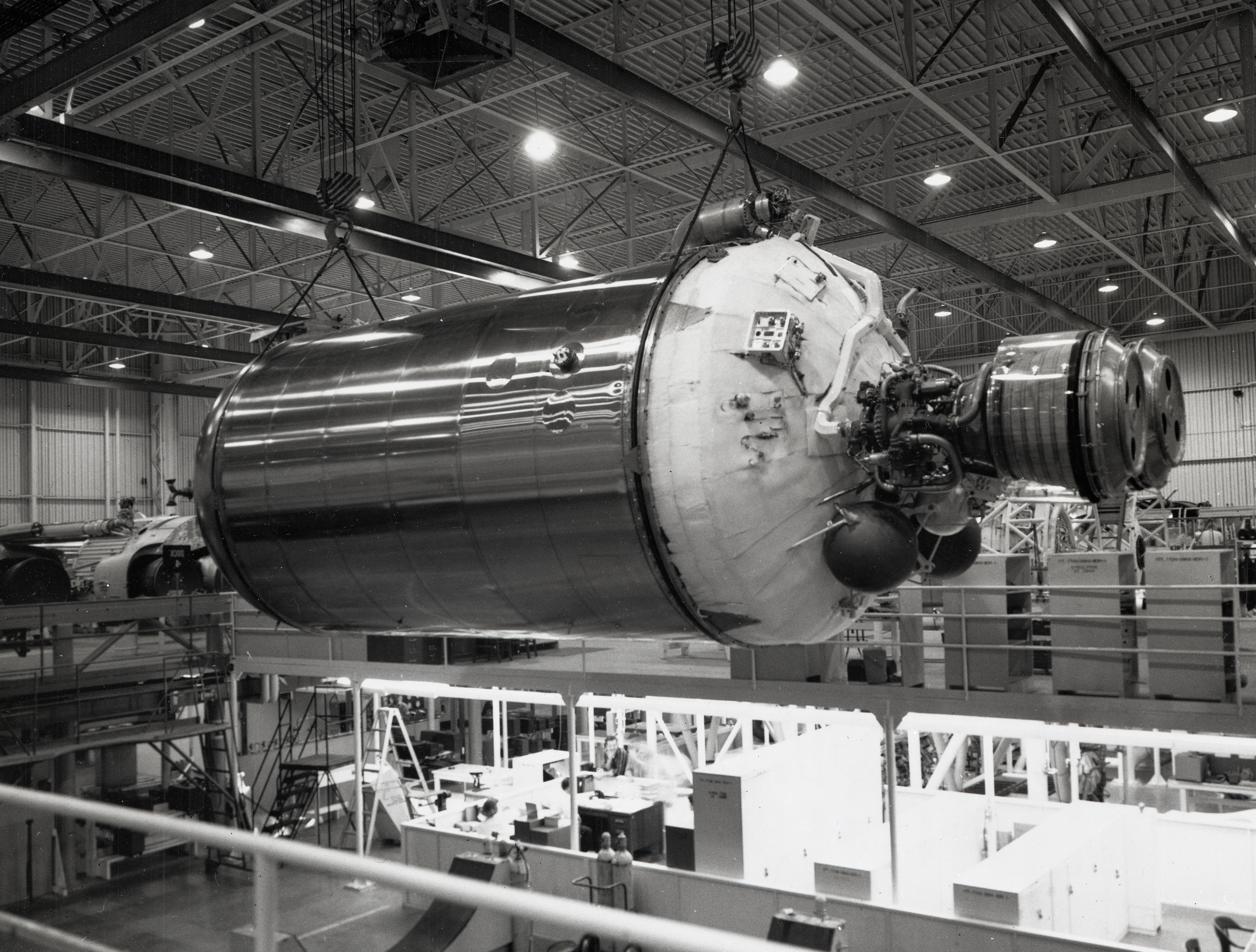
Un étage Centaue lors de l'assemblage chez General Dynamics (1962).

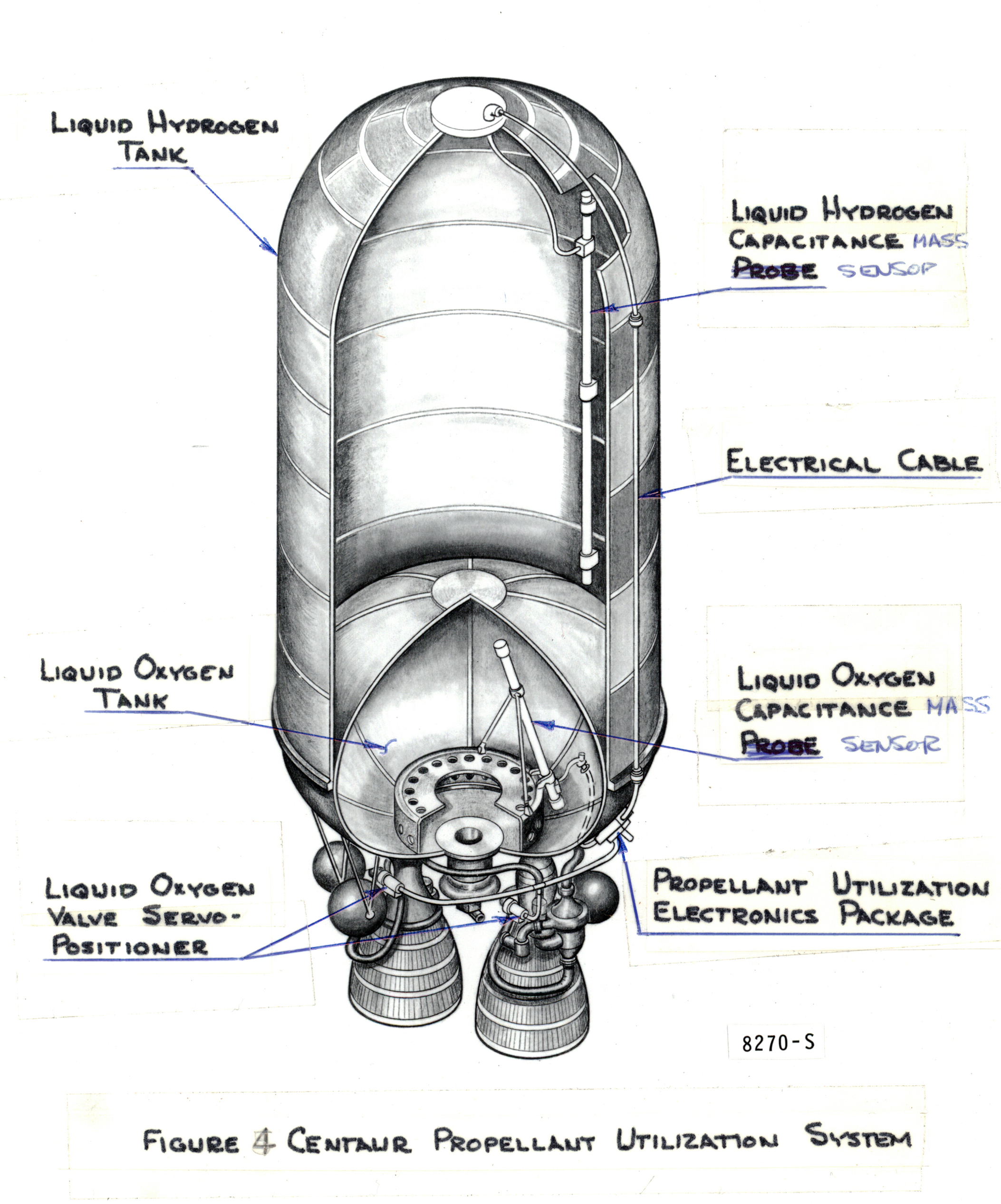
Schéma d'un étage Centaur

Centaur a été le premier étage de l'histoire à utiliser de l'hydrogène liquide (LH2) et de l'oxygène liquide (LOx) comme ergols. Malgré ses performances élevées, le LH2 devait être refroidi à des températures extrêmement basses (inférieures au LOx) et sa faible densité signifiait que de grands réservoirs de carburant étaient nécessaires.
La première tentative d'utilisation d'un moteur alimenté par LH2 /Lox fut le programme top secret d'avion de reconnaissance Lockheed CL-400 Suntan de l'US Air Force au milieu des années 1950. Les progrès réalisés au cours de l'entreprise avortée ont été repris par Convair et d'autres pour une utilisation sur étages de fusée. À l'origine, Centaur a été conçu comme un projet purement expérimental visant à développer une expérience pour des étages de fusée plus grands et plus puissants afin de ne pas détourner l'attention de Convair sur le très important programme de missiles SM-65 Atlas .
Convair a développé une version spécialement améliorée du véhicule Atlas D pour l'accouplement avec les étages Centaur ; l'Atlas était équipé d'une section de surpression améliorée, le MA-5, qui avait deux turbopompes sur chaque moteur-fusée, et la structure renforcée pour le grand étage supérieur, ainsi que des réservoirs de carburant allongés. Le développement de Centaur a été rendu quelque peu difficile par l'insistance sur la modification des composants d'Atlas plutôt que d'en développer de totalement nouveaux. Cela a été fait pour des raisons de temps et de budget et parce que cela a permis de fabriquer le Centaur sur la chaîne d'assemblage Atlas existante à Convair. Les moteurs étaient fabriqués par Pratt & Whitney .

### Programme
Initialement sous la supervision de l'ARPA, Le Centaur a été transféré à la NASA en juillet 1959, onze mois après le lancement du programme. L'Air Force a conservé la supervision générale en partie parce qu'elle avait l'intention d'utiliser Centaur pour lancer un réseau de satellites de communications militaires connu sous le nom d'ADVENT. Une constellation de dix satellites assurerait des communications instantanées 24 heures sur 24 pour les trois principales branches de l’armée américaine. Les trois premiers seraient lancés sur un Atlas-Agena, puis les autres sur Centaur. ADVENT n'a jamais quitté la planche à dessin, mais Centaur a rapidement trouvé une utilité pour plusieurs projets de sondes planétaires de la NASA, notamment Mariner et Surveyor .
Un manque de fonds initial a fait que le projet a duré beaucoup plus longtemps que prévu. Selon les horaires initiaux, Centaur devait effectuer son premier vol en janvier 1961.

## Vols de recherche et développement (R&D)

### Premier vol

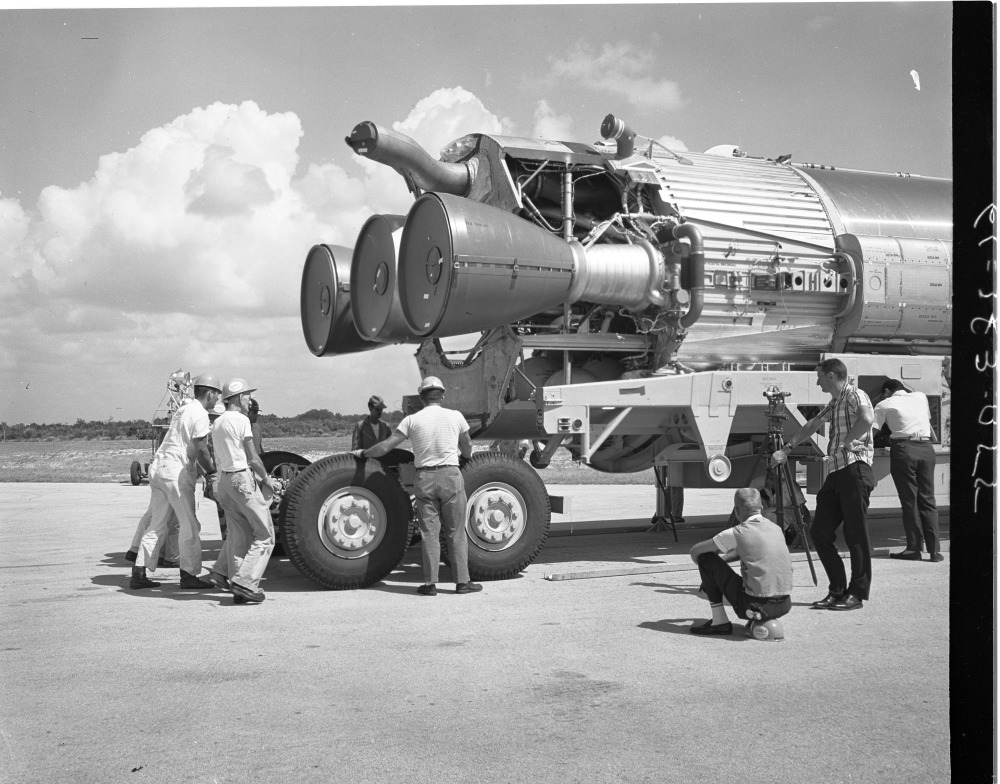
Techniciens préparant le booster 104D pour l'érection

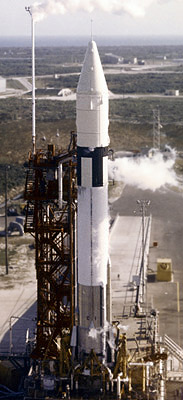
Atlas-LV3C Centaur-A (AC-1)

En octobre 1961, le premier Atlas-Centaur (Vehicle Flight-1 : Atlas 104D et Centaur F-1) est arrivé à Cap Canaveral et a été érigé sur le LC-36A nouvellement achevé et spécialement construit. Des problèmes techniques ont empêché le véhicule de décoller pendant sept mois, le plus grave étant une fuite d'hydrogène liquide à travers la cloison intermédiaire séparant les réservoirs d'ergols, ainsi que de nombreux problèmes moins graves liés aux systèmes de guidage et de propulsion.

#### Échec

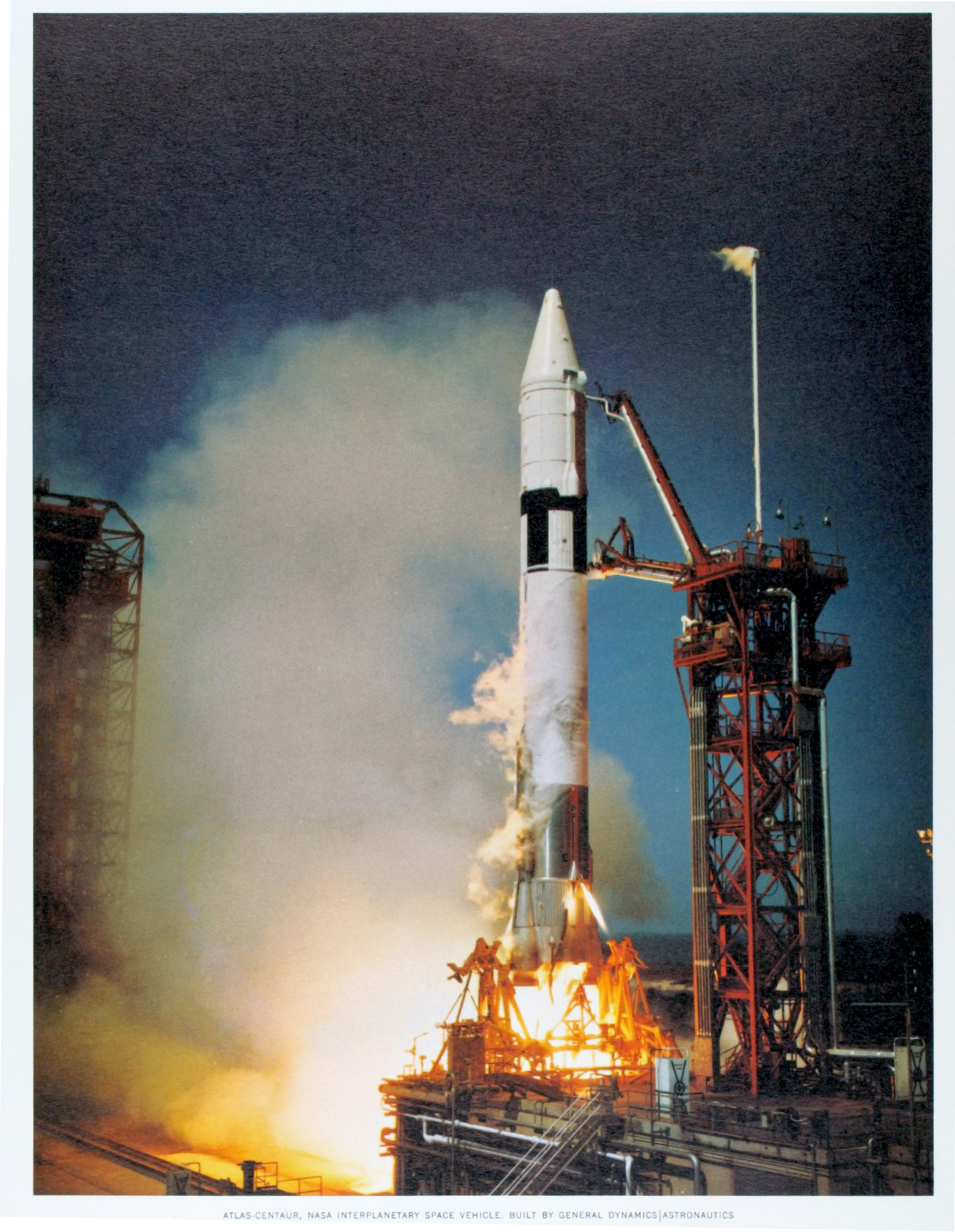
Vol inaugural infructueux de l'Atlas-Centaur AC-1

Le véhicule a été lancé à 14 h 49 HNE (18 h 49 GMT ) le 8 mai 1962, avec l'intention d'effectuer une seule combustion avec un Centaur partiellement rempli. Un peu moins d'une minute après le lancement, l'étage Centaur s'est rompu et s'est désintégré, emportant dans son explosion l'étage Atlas en quelques secondes. La cause de l'échec n'était pas claire au départ, les images des caméras de surveillance montrant simplement un gros nuage blanc enveloppant le booster, suivi de l'explosion de l'ensemble du véhicule. Les premières hypothèses étaient qu'Atlas avait subi une défaillance du réservoir de LOx, soit à cause d'un problème de pressurisation, soit à cause d'une rupture du réservoir due à des débris volants, soit à cause de problèmes de flexion structurelle/aérodynamique causés par la combinaison Atlas-Centaur qui n'avait pas encore fait ses preuves, et en effet il y avait déjà eu plusieurs occurrences de ces modes de défaillance lors de lancements d'Atlas. Le vol Mercury de Scott Carpenter n'était que dans quelques jours, et si la panne était causée par l'Atlas, cela pourrait entraîner des retards importants pour cette mission, qui utilisait un booster Atlas LV-3B similaire dérivé de l'Atlas D. Cependant, l'analyse des données télémétriques et un examen plus approfondi des films de lancement ont rapidement confirmé que le Centaur était la source des problèmes.
Il a été établi que la panne était due à un panneau d'isolation qui s'est détaché du Centaur pendant l'ascension, entraînant une augmentation de la pression dans le réservoir lorsque le LH2 a surchauffé. À partir de T+44 secondes, le système pneumatique a réagi en évacuant du propergol pour réduire les niveaux de pression, mais ceux-ci ont fini par dépasser la résistance structurelle du réservoir de LH2 . À T+54 secondes, le Centaur a subi une rupture structurelle totale et une perte de télémétrie, le réservoir de LOx s'étant rompu et ayant produit une explosion lorsqu'il s'est mélangé au nuage d'hydrogène. Deux secondes plus tard, des débris volants ont provoqué la rupture du réservoir LOX de l'Atlas, suivie de la destruction complète du lanceur. Le panneau était censé se détacher à 80 km d'altitude, lorsque l'air était moins dense, mais le mécanisme qui le maintenait en place était mal conçu, ce qui a entraîné une séparation prématurée. Les panneaux isolants avaient déjà été soupçonnés, lors du développement du Centaur, de constituer un problème potentiel, et la possibilité d'une rupture du réservoir de LH2 avait été envisagée comme scénario de défaillance. Les essais ont été suspendus pendant que les efforts étaient entrepris pour corriger les défauts de conception du Centaur.

#### Enquête
Une enquête du Congrès en juin 1962 a qualifié la gestion globale du programme Centaur de « fragile », et Wernher von Braun a recommandé qu'il soit annulé au profit d'un Saturn I avec un étage supérieur Agena pour les missions planétaires.
De plus, la capacité de levage de l'étage Cantaur a été réduite, ce qui a conduit l'ARPA à annuler le projet ADVENT. La NASA a transféré le développement du Centaur du MSFC au Lewis Research Center dans l'Ohio, où une équipe dirigée par Abe Silverstein a travaillé pour corriger les problèmes des panneaux isolants et divers autres défauts de conception.
En novembre 1962, le président Kennedy a suggéré d'annuler complètement Centaur, mais en a été dissuadé au motif que l'expérience acquise avec les moteurs-fusées à hydrogène liquide était essentielle au succès du programme Apollo . En outre, von Braun proposait désormais d'exclure Saturn-Agena pour des raisons de coût : Saturn était trop cher pour être justifié comme lanceur pour de petites sondes inhabitées, et Agena suscitait des inquiétudes à la fois dans l'armée de l'air et dans la NASA quant à sa fiabilité[réf. nécessaire].
Huit missions d'essai Atlas-Centaur devaient être achevées d'ici la fin de 1964, suivies du premier lancement du programme Surveyor . Centaur a été élevé au rang de projet hautement prioritaire en raison de sa relation directe avec Apollo.
Pendant ce temps, le ministère de la Défense (DoD) avait opté pour la famille Titan pour ses besoins de lancement de charges lourdes et l'Atlas-Centaur resterait donc un lanceur civil utilisé par la NASA pour transporter des charges utiles scientifiques et commerciales. Un conflit entre l'Air Force, qui avait la responsabilité principale de l'Atlas, et la NASA existait également car l'étape Centaur nécessitait diverses modifications de l'Atlas de base. En 1962, l'Armée de l'Air considérait l'Atlas comme pleinement développé et opérationnel et s'opposait à tout autre changement important qui pourrait potentiellement mettre en péril le programme ICBM. Le différend a finalement été résolu lorsque la NASA a accepté d'acheter des véhicules Atlas D standard qui pourraient être modifiés sur mesure pour les lancements de Centaur. Cependant, lorsque le programme du missile Atlas a pris fin en 1965, Convair a remplacé toutes les variantes précédentes par un booster standardisé pour tous les lancements spatiaux[réf. nécessaire].

### Second vol

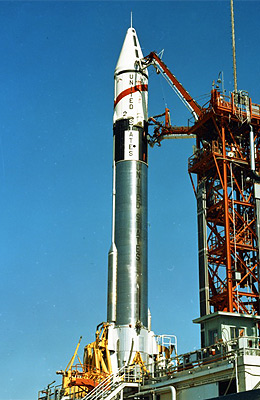
Atlas-LV3C Centaur-B (AC-2)

Plus d'un an plus tard, le 27 novembre 1963 à 19 h 03 min 23 s GMT, l'AC-2 (Atlas 126D et Centaur stage #2) a eu lieu cinq jours après l'assassinat du président Kennedy. L'étage Centaur repensé a fonctionné sans aucun problème et a effectué un seul brûlage vers une orbite de transfert géostationnaire (GTO) (orbite de 474 x 1586 km, inclinaison de 30,4° et période de 105,8 minutes), où il se maintient en 2021. Les panneaux d'isolation ont été fixés de manière permanente à l'étage, le problème du largage n'ayant pas encore été résolu. Les données relatives aux vibrations ont prouvé que les panneaux se seraient prématurément détachés s'ils n'avaient pas été boulonnés. L'ultime solution au problème des panneaux a ajouté de la masse sèche à Centaur, réduisant encore sa capacité de charge utile. Ce lanceur Atlas-Centaur 2 a été utilisé pour des tests de performance et d'intégrité structurelle. Il transportait une charge utile de 4 621 kg et était équipé de 907 kg de capteurs, d'équipements et de télémétrie.

### Troisième vol

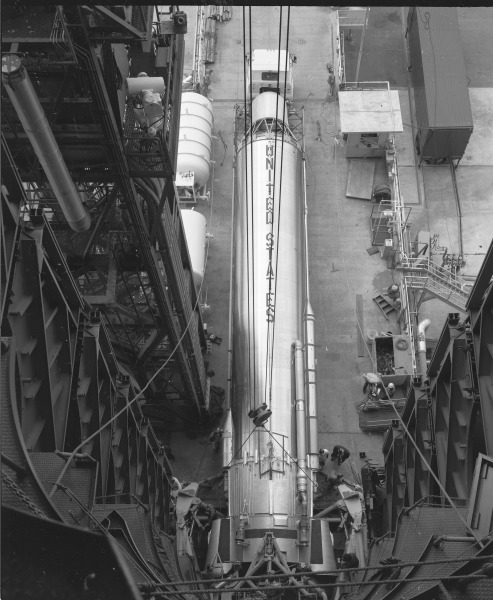
Érection de l'Atlas 135D (AC-3), Pad 36A

Le vol AC-3 (Atlas 135D et Centaur #3) a été lancé le 30 juin 1964 à 14:04:22 GMT avec une charge utile de 4815 kg. Les performances d'Atlas ont été proches de la valeur nominale, avec un fonctionnement du moteur central (Sustainer engine (en) en anglais) légèrement riche en LOX pendant les 70 premières secondes de vol et une trajectoire plus ascendante que prévu. Les largages du panneau d'isolation et de la coiffe de la charge utile ont été testés pour la première fois. Après la mise en place du Centaur et le démarrage des moteurs, le moteur N°2 (C-2) a commencé à perdre le contrôle du roulis. Le moteur C-1 a pu compenser pendant un certain temps, mais le Centaur a fini par perdre le contrôle et a commencé à culbuter. L'arrêt prématuré du moteur, dû à un manque d'ergols, s'est produit à T+496 secondes, et le Centaur s'est écrasé dans l'Atlantique Sud. L'enquête menée après le vol a permis d'établir que le dysfonctionnement était dû à une défaillance de l'actionneur hydraulique du cardan du moteur Centaur-2.

### Quatrième vol
Le vol AC-4 (Atlas 146D et Centaur #4) a été lancé le 11 décembre 1964 à 14:25:02 GMT avec une charge utile de 2993 kg (qui transportait une maquette simulant la masse d'un vaisseau spatial Surveyor ). Il a effectué des tests de propulsion et de séparation des étages, après deux tentatives infructueuses en raison du mauvais temps. Le système de guidage a fonctionné en boucle fermée pour la première fois et une tentative a été faite pour récupérer le carénage de la charge utile, qui était équipé d'un ballon conçu pour libérer un marqueur vert dans l'océan. Le ballon a été repéré par les équipes de récupération, mais a coulé dans l'océan et n'a pas pu être localisé. La phase de vol du Atlas et la phase initiale de vol du Centaur se sont déroulées sans incident. La mission a mal tourné lorsque le Centaur n'a pas pu être redémarré en raison d'une modification de conception mal conçue : les fusées de tassement ont été réduites en taille pour gagner du poids, mais elles se sont révélées insuffisantes pour plaquer les ergols dans les réservoirs. Par la suite, une fuite d’hydrogène a provoqué une chute incontrôlable du véhicule. Après dix orbites, le Centaur rentra au-dessus du Pacifique Sud, le 12 décembre 1964.

### Cinquième vol

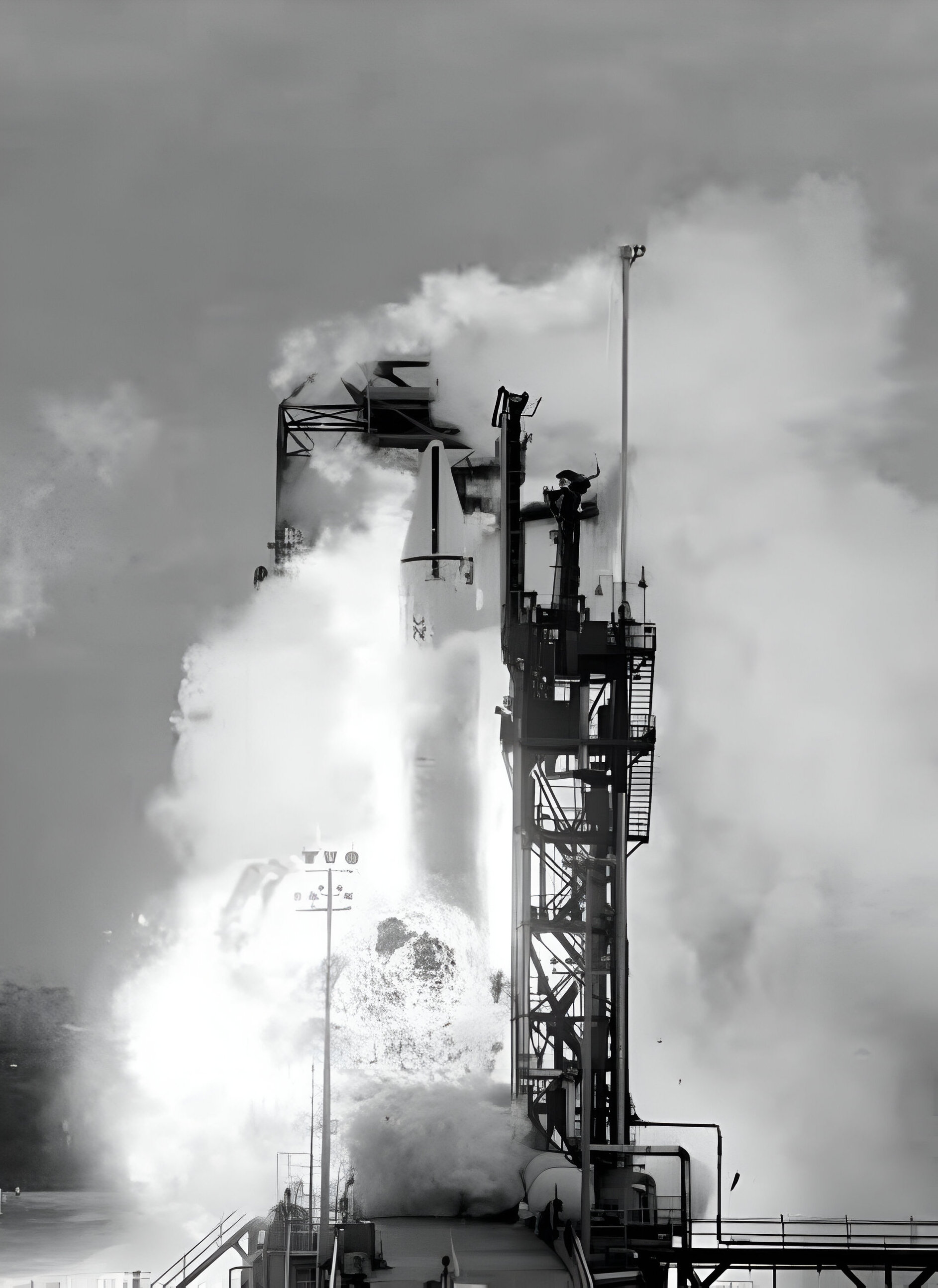
L'explosion spectaculaire de l'AC-5 en mars 1965 a laissé au Pad 34A un amas de décombres noircis.

Le vol AC-5 (Atlas 156D) du 2 mars 1965 à 13h25 GMT depuis Cap Kennedy sur une orbite très elliptique, avec une charge utile (Surveyor SD-1) de 951 kg, n'était destiné qu'à effectuer une seule combustion du Centaur C, et les responsables du programme se sentaient en confiance. Cette mission a été conçue pour répéter un brûlage complet de l'étage supérieur du Centaur en soutien au programme d'atterrisseur lunaire Surveyor. Lors d'une mission nominale, le Centaur augmenterait sa charge utile sur une trajectoire d'ascension directe vers la Lune . Lors de ce vol d'essai, la NASA prévoyait de placer la charge utile, un modèle dynamique non fonctionnel connu sous le nom de SD-1, sur une orbite de 167 × 926,625 km qui simulait une trajectoire de transfert lunaire.

#### Échec
Le vol s'est rapidement terminé par un désastre lorsque les moteurs d'appoint de l'Atlas se sont arrêtés après quelques mètres d'élévation du véhicule et que la fusée est retombée sur le LC-36A et a explosé, la charge LH2 du Centaur s'est déclenchée dans une énorme boule de feu pour la plus grande explosion sur pas de tir à ce jour vu à Cap Canaveral. Il s'agissait également du premier Atlas-Centaur équipé des moteurs d'appoint MA-5 d'une poussée supérieure de 165 000 livres (75 000 kg), après avoir été testé lors de deux vols Atlas-Agena. Les dommages causés au LC-36A n'étaient pas aussi graves qu'il y paraissait et les réparations furent en grande partie achevées en trois mois, mais l'achèvement du LC-36B fut également accéléré. La plupart des dommages étaient thermiques plutôt que structurels, et la partie supérieure de la tour ombilicale, qui se trouvait au centre de l'explosion du LH2, avait été soumise à des températures de 3 315 °C. L'accident marque la première panne d'un booster Atlas dans un lancement depuis Midas 8 en juin 1963, un nouveau record lors de 26 vols consécutifs avec uniquement des dysfonctionnements des étages supérieurs ou de la charge utile. Il s'agissait de la dernière explosion sur plateforme à Cap Canaveral jusqu'en 2016 (accident de prévol d'une SpaceX Falcon 9).
L'enquête menée après le vol a permis d'examiner plusieurs causes possibles de l'arrêt du booster, notamment la fermeture accidentelle de la vanne de déconnexion de carburant de l'étage, l'ouverture de la vanne de remplissage/drainage du carburant ou un signal BECO accidentel. Ces modes de défaillance ont été rapidement écartés et l'attention s'est rapidement portée sur la fermeture des prévalves de carburant d'appoint. Il a été constaté que la conduite de carburant basse pression du surpresseur s'était affaissée à la suite d'une perte soudaine de débit de carburant, mais qu'elle ne s'était pas rompue. L'enquête a conclu que les valves de carburant ne s'étaient ouverts que partiellement et que le flux de propergol avait suffi à les fermer, privant les moteurs de RP-1 et provoquant un arrêt riche en LOx. Le démarrage du moteur s'est déroulé normalement et tous les systèmes d'appoint ont fonctionné correctement jusqu'à la fermeture de la vanne. L'arrêt du propulseur s'est produit à T+1,7 seconde et le véhicule a percuté l'aire de lancement à T+2,8 secondes. Les essais au banc ont confirmé qu'il y avait plusieurs possibilités pour que la vanne ne s'ouvre que partiellement, bien que la raison exacte n'ait pas été déterminée. Ce mode de défaillance ne s'était jamais produit lors des 240 lancements d'Atlas antérieurs à AC-5, bien qu'il ait toujours été possible.
En attendant qu'une solution plus permanente puisse être trouvée, une solution temporaire a été apportée aux fusées Atlas-Agena en équipant la valve d'un verrouillage manuel qui serait activé pendant le compte à rebours avant le lancement. Une soupape de maintien manuelle de la série E a également été installée par mesure de précaution. Un dysfonctionnement du système sans rapport dans l'AC-5 a été découvert lorsqu'un examen des données télémétriques a révélé qu'une panne de courant s'était produite dans l'ordinateur de guidage. En guise de correctif temporaire pour Atlas-Centaur AC-6, 7 et 8, plusieurs composants inutilisés ont été supprimés de l'ordinateur afin de réduire la complexité du système et les points de défaillance.
L'échec de l'AC-5 a donné lieu à une nouvelle enquête du Congrès, toujours sous la direction du député Joseph Karth, qui a fait valoir que 600 millions de dollars de l'argent des contribuables avaient été dépensés pour Centaur sans grand résultat et que Convair profitait du fait d'être l'unique fournisseur du véhicule Atlas-Centaur. La commission a proposé que la NASA envisage d'autres choix pour le programme de sondes planétaires, comme Titan IIIC, ou qu'elle confie la fabrication de Centaur à d'autres entrepreneurs. Les représentants de la NASA ont fait valoir que cela était impossible car aucune autre entreprise aérospatiale n'avait l'expérience ou la capacité technique de fabriquer les réservoirs des réservoirs-ballons du Centaur.

## Vols ultérieurs

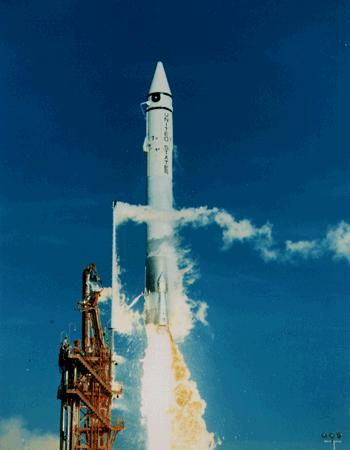
Lancement de Surveyor 2 sur un Atlas-Centaur (AC-7)

Le pad LC-36B a été mis en service à la hâte, avec un succès AC-6 (véhicule 151D) lancé le 11 août 1965 à 14:31:04 GMT. Bien que Centaur semblait prêt à voler, le programme Surveyor a été retardé. Les véhicules AC-7 et AC-10 ont été désignés pour les premières missions Surveyor, l'AC-8 devant effectuer un test supplémentaire, qui a eu lieu le 8 avril 1966 à 01:00:02 GMT avec une charge utile de 771 kg, étant une maquette du Surveyor M-1. Les fusées de tassement du Centaur sont tombés à nouveau en panne car ils ne disposaient pas d'assez d'ergols pour la mission. Il s'est désintégré le 5 mai 1966. Sept sondes Surveyor ont été lancées, toutes à bord d'Atlas-Centaur.
À partir de l'AC-13 ( Surveyor 5 ), les véhicules Atlas-Centaur sont passés au noyau standardisé SLV-3 Atlas.

## Lancements opérationnels

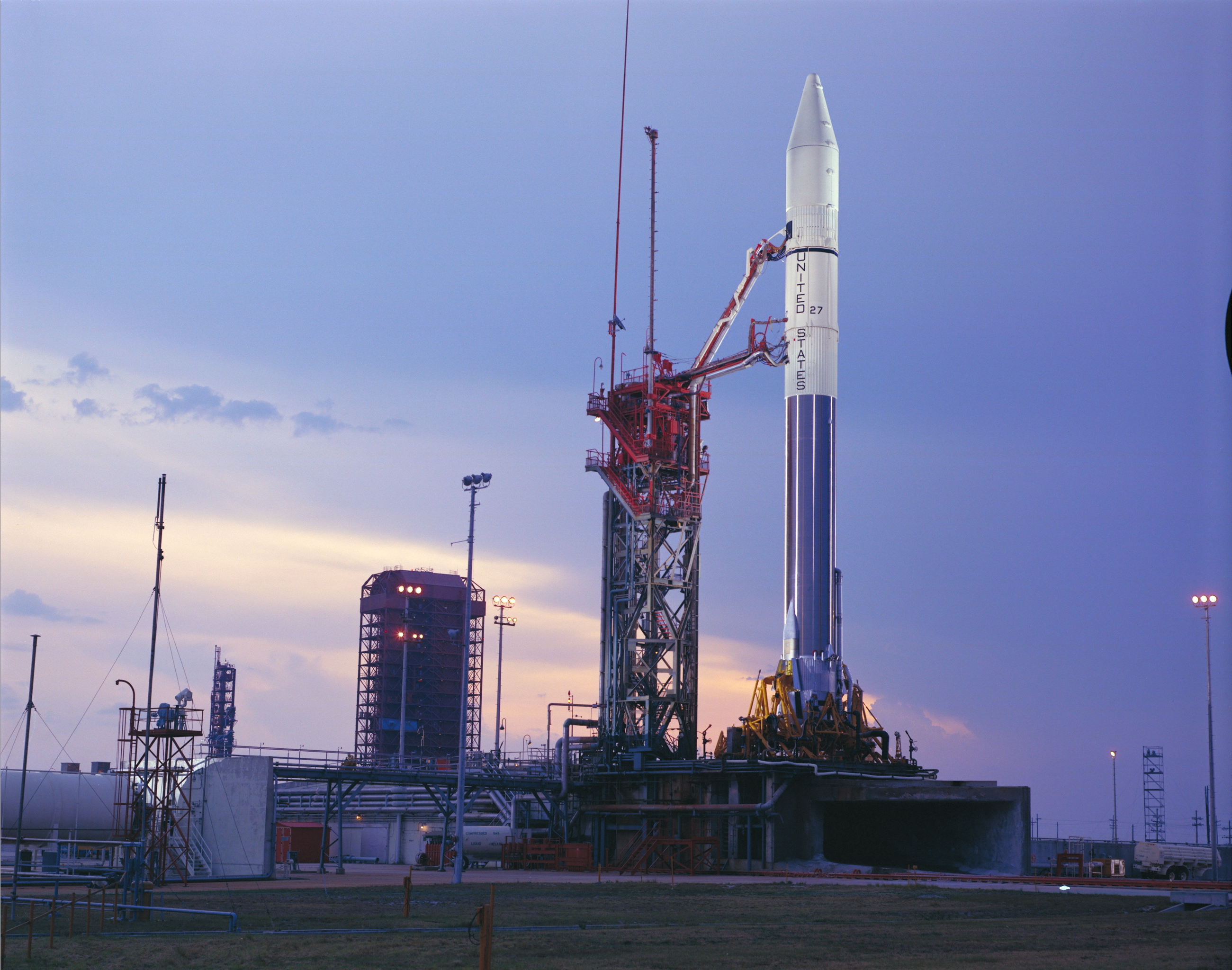
Atlas-Centaur AC-27 au complexe de lancement 36A en février 1972 avant le lancement de Pioneer 10

Initialement, un Atlas D modifié désigné LV-3C a été utilisé comme premier étage. Celui-ci fut rapidement remplacé par le SLV-3C, puis par le SLV-3D, tous deux dérivés de la fusée standard Atlas SLV-3 . Deux vols spatiaux, avec les sondes spatiales Pioneer 10 et Pioneer 11 vers Jupiter, Saturne et la sortie du système solaire, ont utilisé un étage final à propergol solide " Star-37E " stabilisé en rotation pesant 2 473 livres (1 121,73 kg) et contribuant à 8,000 mph (13 000 km/h ; 3.6 km/s) de la vitesse du vaisseau spatial.
Avec le retrait de l'étage Agena en 1978, tous les Atlas pilotés à partir de ce moment ont été associés à des Centaurs, à l'exception de quelques vols militaires impliquant des missiles Atlas E/F mis hors service.
Initialement conçu et construit par la division Convair de General Dynamics à San Diego, en Californie, la production de l'Atlas-Centaur à Convair a pris fin en 1995 mais a repris chez Lockheed Martin au Colorado. La liste des numéros d'identification Atlas-Centaur a commencé avec l'AC-1 lancé le 8 mai 1962 et s'est terminée avec le dernier Atlas III (Centaur), AC-206, lancé le 3 février 2005.[réf. nécessaire]
L'Atlas-Centaur propulsé par des moteurs Rocketdyne était parfois appelé un lanceur à 2 1⁄2 étages parce que le premier étage Atlas (dans la plupart des cas) largué le moteur d'appoint à double chambre de combusion avant la fin de la combustion du premier étage. Atlas-Centaur avec un premier étage propulsé par Rocketdyne a été utilisé pour 167 lancements entre 1962 et 2004, date à laquelle ils avaient été remplacés par Atlas V avec un nouveau premier étage propulsé par un jumeau RD-180 beaucoup plus puissant de conception et de construction russe. (L'Atlas V n'est généralement pas appelé "Atlas-Centaur" et ne partage pas les numéros de série AC de l'Atlas-Centaur d'origine dont la pression était stabilisée dans les premiers étages).

### Échec de l'AC-33
Le 20 février 1975, l'AC-33 a été lancé avec le satellite de communication Intelsat IV F-6 . Le vol s'est déroulé entièrement comme prévu jusqu'à BECO à T+140 secondes. Pendant la séparation du booster, un cordon pivotant conçu pour retirer une prise électrique alimentant la section du booster ne s'est pas détaché, provoquant un pic de tension qui a réinitialisé l'ordinateur de guidage de l'Atlas. En conséquence, le propulseur a dérivé de sa trajectoire de vol. Le SECO a été effectué à temps à T+401 secondes, suivi de la séparation du Centaur et du démarrage du moteur, mais il était devenu clair que la trajectoire le mènerait dans l'océan Atlantique au lieu de l'orbite, et donc l' officier de sécurité du champ de tir (Range Safety Officer, RSO) a envoyé l'ordre de destruction. à T+413 secondes. L'enquête a montré que le cordon n'était pas seulement mal conçu, mais qu'il s'agissait également d'un composant standard conçu pour les équipements marins et non pour les fusées ou les avions. Le cordon avait été signalé comme un problème potentiel dès 1967 et bien que des correctifs aient été apportés à certains SLV Atlas ainsi qu'aux missiles de la série Atlas E/F, aucun effort général n'a été fait pour les remplacer par un composant plus approprié. L'Intelsat de secours ( Intelsat IV F-1 ) a été lancé avec succès sur l'AC-35 en mai 1975.

### Échec de l'AC-43
Deux ans plus tard, le 29 septembre 1977, une autre tentative de lancement d'un satellite de communication Intelsat ( Intelsat IVA F-5 ) a eu lieu sur l'AC-43. Peu de temps après le décollage, des températures anormales ont été détectées dans la section de poussée de l'Atlas et ont continué à augmenter à mesure que le booster montait. Un incendie visible dans la section de poussée a pu être observé à partir de T+33 secondes et la pression hydraulique de commande du vecteur de poussée de maintien a été perdue à T+55 secondes, provoquant une perte totale de contrôle du véhicule. Le carénage de la charge utile et le satellite ont été retirés du propulseur, suivis par l'explosion de l'Atlas lorsque le feu de la section de poussée a touché les réservoirs de propulseur à T+60 secondes. Le Centaur a volé librement jusqu'à ce qu'il soit détruit par l'officier de sécurité du champ de tir quelques secondes plus tard. Les responsables de la NASA et de l'US Air Force, déjà occupés à enquêter sur l'échec du lancement d'un propulseur Delta trois semaines plus tôt (OTS-1), ont dragué les moteurs de l'Atlas du fond de l'océan et les ont envoyés à Convair pour examen. Il a été conclu qu'une fuite du générateur de gaz causée par un brasage inapproprié d'un tuyau avait entraîné une surchauffe et un incendie dans la section de poussée de l'Atlas. Le tuyau a également souffert de corrosion après six années passées dans un entrepôt dans l'air salin le long de la côte de Floride et les dommages se trouvaient dans une zone non visible lors d'un examen avant vol. L'Atlas utilisé lors de ce vol avait été livré au Cap en 1971 et stocké depuis lors, pendant une période inhabituellement longue. À la suite de l'accident, la NASA a inspecté son inventaire de véhicules Atlas et a trouvé plusieurs autres tuyaux mal brasés qui devaient être remplacés.

### Échec de l'AC-67
Le 26 mars 1987, l'AC-67 n'a pas réussi à lancer un satellite FLTSATCOM de la Marine. Les conditions météorologiques étaient mauvaises ce jour-là, avec des nuages épais et des précipitations « modérées à fortes ». Les conditions météorologiques ont violé l'un des critères de lancement (« La trajectoire de vol du véhicule ne doit pas traverser des nuages de niveau moyen d'une profondeur de 6 000 pieds ou plus, lorsque le niveau de congélation est dans les nuages. »), l'équipe météorologique l'a signalé comme un problème de givrage., pas de risque de foudre. Après des discussions sur le risque posé par la glace, les directeurs du programme de la NASA ont donné leur feu vert. L'Atlas a été frappé par la foudre environ 48 secondes après son lancement. Le contrôle du booster a commencé à échouer et il s'est détaché des charges structurelles à T+50 secondes. L'officier de sécurité du champ de tir a envoyé l'ordre de destruction, mais il n'y avait aucune preuve que le booster l'ait jamais reçu. Les débris sont tombés des nuages sur la zone du pad, sur le rivage ou dans les eaux peu profondes juste à côté et ont été facilement récupérés. Une section du carénage de la charge utile présentait plusieurs petits trous brûlés en raison de coups de foudre répétés. L'élément de preuve clé était l'ordinateur de vol d'Atlas, qui a été retrouvé intact et examiné. Il a été découvert que la dernière commande émise était un signal pour faire pivoter les moteurs d'appoint vers la droite, apparemment provoqué par une impulsion électromagnétique induite par la foudre modifiant un seul mot du programme de guidage,.
Le lancement a provoqué une réévaluation importante des directives météorologiques à Cap Canaveral. Le 45e Escadron météorologique utilise des règles élaborées après l'incident pour déterminer si les conditions météorologiques permettent un lancement.

## Variantes
| Nom                                                                             | Premier lancement                 | Dernier lancement                 | Nombre de lancements              | Succès                            | Echecs                            | Echecs partiels                   | Remarques                              |
| Atlas-Centaur dérivant du Atlas D                                               | Atlas-Centaur dérivant du Atlas D | Atlas-Centaur dérivant du Atlas D | Atlas-Centaur dérivant du Atlas D | Atlas-Centaur dérivant du Atlas D | Atlas-Centaur dérivant du Atlas D | Atlas-Centaur dérivant du Atlas D | Atlas-Centaur dérivant du Atlas D      |
| ------------------------------------------------------------------------------- | --------------------------------- | --------------------------------- | --------------------------------- | --------------------------------- | --------------------------------- | --------------------------------- | -------------------------------------- |
| Atlas LV-3C Centaur-A                                                           | 1962-05-08                        | 1962-05-08                        | 1                                 | 0                                 | 1                                 | 0                                 |                                        |
| Atlas LV-3C Centaur-B                                                           | 1963-11-27                        | 1963-11-27                        | 1                                 | 1                                 | 0                                 | 0                                 |                                        |
| Atlas LV-3C Centaur-C                                                           | 1964-06-30                        | 1965-03-03                        | 3                                 | 0                                 | 2                                 | 1                                 |                                        |
| Atlas LV-3C Centaur-D                                                           | 1965-08-11                        | 1967-07-14                        | 7                                 | 7                                 | 0                                 | 0                                 |                                        |
| Atlas SLV-3C Centaur-D                                                          | 1967-09-08                        | 1972-08-21                        | 17                                | 14                                | 3                                 | 0                                 | Un vol avec l'étage supérieur Star-37E |
| Atlas SLV-3D Centaur-D1A                                                        | 1973-04-06                        | 1975-05-22                        | 6                                 | 5                                 | 1                                 | 0                                 | Un vol avec l'étage supérieur Star-37E |
| Atlas SLV-3D Centaur-D1AR                                                       | 1975-09-26                        | 1983-05-19                        | 26                                | 24                                | 1                                 | 1                                 |                                        |
| Désignations des versions évoluées d'Atlas-Centaur                              |                                   |                                   |                                   |                                   |                                   |                                   |                                        |
| Atlas G                                                                         | 1984-06-09                        | 1989-09-25                        | 7                                 | 5                                 | 2                                 | 0                                 | (Atlas G Centaur-D1AR)                 |
| Atlas I                                                                         | 1990-07-25                        | 1997-04-25                        | 11                                | 8                                 | 3                                 | 0                                 |                                        |
| Atlas IIA/IIAS                                                                  | 1991-12-07                        | 2004-08-31                        | 63                                | 63                                | 0                                 | 0                                 |                                        |
| Désignations pour l'Atlas propulsé par le RD-180 avec le deuxième étage Centaur |                                   |                                   |                                   |                                   |                                   |                                   |                                        |
| Atlas III                                                                       | 2000-05-24                        | 2005-02-03                        | 6                                 | 6                                 | 0                                 | 0                                 |                                        |
| Atlas V                                                                         | 2002-08-21                        | Active                            | 80                                | 79                                | 0                                 | 1                                 |                                        |